# Ramiro Pinilla

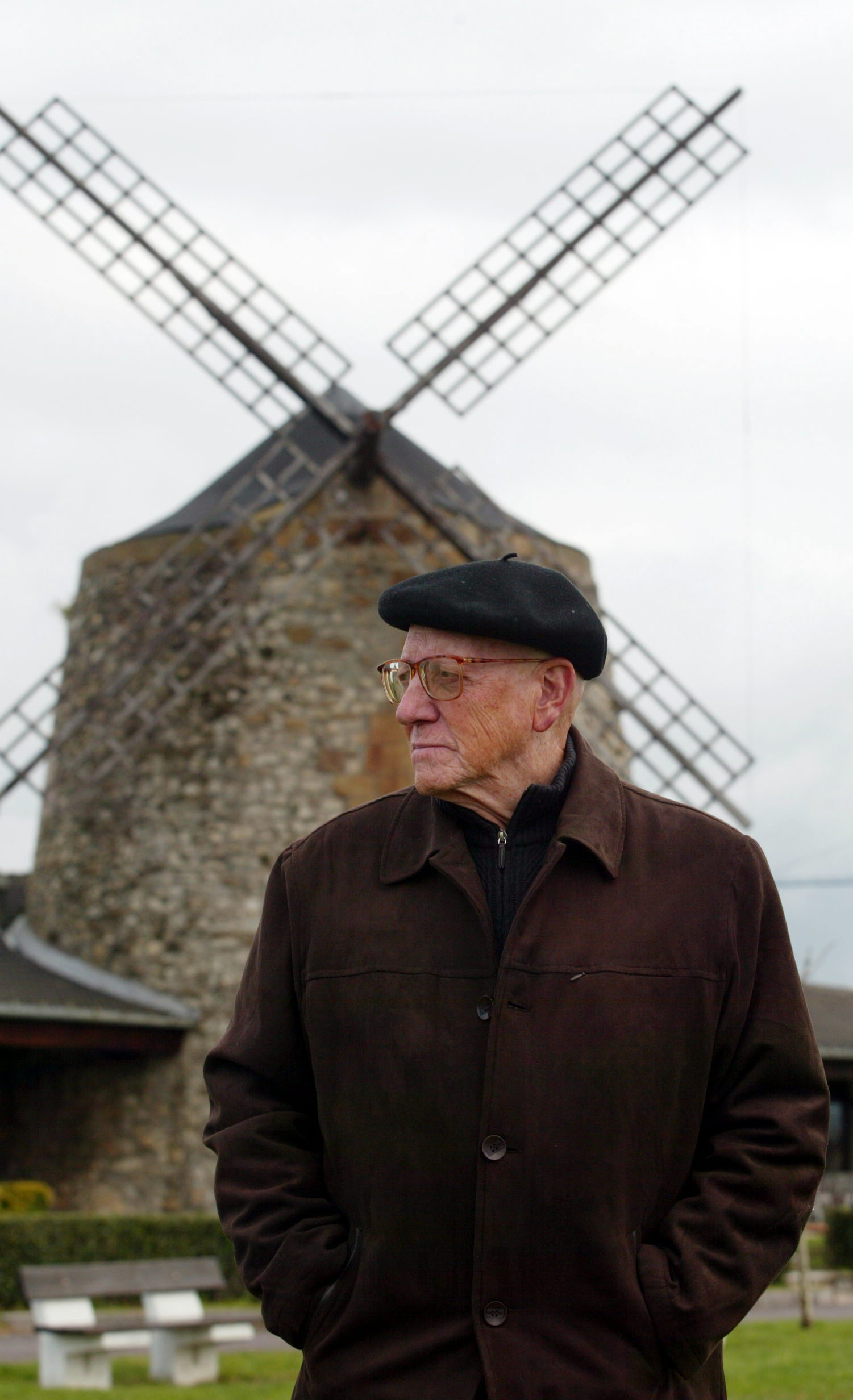
Ramiro Pinilla

Ramiro Pinilla (Bilbao, Baskenland, 13 september 1923 – Getxo, 23 oktober 2014) was een schrijver uit Spanje.

## Levensloop
Ramiro Pinilla wordt gerekend tot de generatie schrijvers die in de jaren 1960 vernieuwing brachten in de Spaanse literatuur. Na het literaire maar geenszins commerciële succes van Las ciegas hormigas (Premio Nadal 1960) en Seno (finaleplaats Premio Planeta 1971) besloot Pinilla zijn schrijverschap min of meer noodgedwongen voort te zetten via Libropueblo, een kleine door hem zelf opgerichte non-commerciële uitgeverij. Als schrijver-uitgever publiceerde hij een reeks romans in eigen beheer totdat hij in 2004 in zee ging met een grote uitgeverij voor zijn trilogie Verdes valles, colinas rojas, waarmee hij eindelijk weer een breed publiek bereikte.
Getxo (Baskenland) is de badplaats waar Pinilla in zijn jeugd elk jaar met het hele gezin vanuit Bilbao naartoe trok voor een zomer aan het strand. De microgeschiedenis van Getxo en Baskenland in de eerste helft van de twintigste eeuw is de onveranderlijke kern van werkelijkheid in Pinilla’s oeuvre, het fundament waarop hij zijn fictie bedrijft. Hoewel zijn werk kan worden gelezen als een aanklacht tegen het onrecht dat in de burgeroorlog en in de dictatuur erna is begaan, is van pamflettisme of Baskisch nationalisme in zijn werk geen sprake. Zijn voorlaatste roman, Sólo un muerto más, markeert een terugkeer naar het misdaadgenre waarmee hij zijn carrière (onder pseudoniem) in 1944 aanving, al is het nu met een vette knipoog.
Rondom Pinilla heeft zich in de loop der jaren een kleine literaire kring gevormd met de naam ‘El taller’ (het atelier), een kweekvijver voor literair talent waarin onder meer Biktor Abad, Julen Ariño, Marta Barrón, Mario Montenegro, Willy Uribe en Jon Bilbao zich ontwikkelden.
Hij overleed in 2014 op 91-jarige leeftijd in Getxo.

## Werken

### Romans
- 1944 - Misterio de la pensión Florrie (onder het pseudoniem Romo P. Girca)
- 1957 - El ídolo
- 1960 - Las ciegas hormigas (herziene uitgave in 2010)
- 1961 - El héroe del Tonkin
- 1969 - En el tiempo de los tallos verdes
- 1971 - Seno
- 1975 - El salto
- 1975 - Guía secreta de Bizkaia
- 1975 - Recuerda, oh, recuerda
- 1977 - Antonio B., el Rojo, ciudadano de tercera (herziene uitgave in 2007 met als titel Antonio B. el Ruso, ciudadano de tercera)
- 1977 - Primeras historias de la guerra interminable
- 1978 - La gran guerra de doña Toda
- 1979 - Andanzas de Txiki Baskardo
- 1990 - Quince años
- 1997 - Huesos
- 1998 - La estación de Getxo
- 2004 - Verdes valles, colinas rojas - trilogie bestaande uit:
  - deel I, La tierra convulsa (oktober 2004)
  - deel II, Los cuerpos desnudos (mei 2005)
  - deel III, Las cenizas del hierro (november 2005)
- 2006 - La higuera
- 2009 - Sólo un muerto más
- 2011 - Los cuentos (verhalen)
- 2012 - Aquella edad inolvidable

### Vertalingen in het Nederlands
- 1964 - Als blinde mieren (Las ciegas hormigas, uitgeverij Desclée De Brouwer, vertaald door Frans van Oldenburg Ermke, pseudoniem van Franciscus Antonius Brunklaus)
- 2009 - De vijgenboom (La higuera, Uitgeverij Cossee, vertaald door Trijne Vermunt)
- 2011 - De boekhandelaar en de detective, (Sólo un muerto más, Uitgeverij Cossee, vertaald door Heijo Alting)

## Prijzen
- 1957 - Premio Mensajero voor El ídolo (1957).
- 1960 - Premio Nadal voor Las ciegas hormigas (1960).
- 1962 - Premio de la Crítica voor Las ciegas hormigas (1960), toegekend door de Asociación Española de Críticos Literarios.
- 1971 - Finalist Premio Planeta voor Seno (1971).
- 2005 - Premio Euskadi de Novela voor Verdes valles, colinas rojas I. La tierra convulsa (2004).
- 2005 - Premio de la Crítica voor Verdes valles, colinas rojas III. Las cenizas del hierro (2005).
- 2006 - Premio Nacional de Narrativa voor Verdes valles, colinas rojas III. Las cenizas del hierro (2005), toegekend door het Spaanse ministerie voor Cultuur.